# Kristin De Troyer
Kristin Mimi Lieve Leen De Troyer (Ninove, 26 de mayo de 1963) es profesora belga del Antiguo Testamento en la Universidad de Salzburgo y presidenta de la Sociedad Europea de Mujeres en Investigación Teológica. POsee el título de profesora honoraria de Biblia hebrea en la Escuela de Teología de la Universidad de St. Andrews. Antes de su nombramiento actual, trabajó como profesora de Biblia Hebrea en la Escuela de Teología de Claremont en Claremont, California.
De Troyer es coeditora de la serie de publicaciones académicas internacionales Vandenhoeck & Ruprecht para la investigación de la Septuaginta, De Septuaginta Investigationes. Es miembro de los consejos editoriales de las revistas académicas. Journal for the Study of the Old Testament, y Journal of Ancient Judaism. De 2014 a 2019, De Troyer se desempeña como miembro de la junta asesora científica del Centro de Excelencia de Changes in Sacred Texts and Traditions.

## Investigaciones
La investigación de Kristin De Troyer se centra en la Septuaginta y la historia textual de la Biblia hebrea. Sus publicaciones tratan especialmente sobre las diversas versiones hebreas y griegas del Libro de Josué y el Libro de Ester. Una conclusión central en la investigación de De Troyer es que los procesos de reescritura son similares entre los testigos textuales bíblicos y aquellos textos judíos antiguos que no fueron incluidos en el canon bíblico. De Troyer ha demostrado, por ejemplo, que la traducción inicial de la Septuaginta, el texto en griego antiguo, de Josué 10 se tradujo de un texto original hebreo anterior al Texto masorético, que se usa en la mayoría de las ediciones modernas de la Biblia hebrea. Según ella, el Texto masorético refleja una posterior redacción de este texto hebreo fuente que era más corto.
De Troyer ha editado para la publicación dos papiros griegos del siglo II de la Colección Schøyen: MS 2648 que contienen Josué 9:27-11:2, y MS 2649 que contienen partes de Levítico. MS 2648 es el manuscrito más antiguo con el texto Josué de la Septuaginta que conserva un texto anterior a la revisión hexaplárica de Orígenes y se considera un testigo del texto griego antiguo.

## Libros
- Die Septuaginta und die Endgestalt des Alten Testaments. Göttingen: Vandenhoeck & Ruprecht, 2005. (ISBN 382-522-599-2)
- Rewriting the Sacred Text. What the Old Greek Texts Tell Us about the Literary Growth of the Bible. Leiden: Brill, 2003. (ISBN 900-41-3089-6)
- The End of the Alpha-Text of Esther. Translation and Narrative Technique in MT 8:1-17, LXX 8:1-17, and AT 7:14-41. Atlanta: Society of Biblical Literature, 2000. (ISBN 088-41-4033-4)